# Südlicher Altai
Als Südlicher Altai oder Südaltai (russisch Южный Алтай) wird ein Gebirgszug im südlichen Altaigebirge bezeichnet.
Der Gebirgszug verläuft in West-Ost-Richtung, im Westteil in Ostkasachstan und im Ostteil entlang der Grenze zwischen der Volksrepublik China und Russland. Er hat eine Länge von ungefähr 125 km. Er erreicht im Dschagyrtau (Джагыртау) eine maximale Höhe von 3871 m. Im Westen findet er im Sarymsaqty seine Fortsetzung. Im Osten endet er am Gebirgsmassiv des Tawan Bogd. Die zwischen 1400 und 1500 m hohen Vorberge sind von einer Steppenlandschaft bedeckt. Bis in Höhen von 2100–2200 m findet man Lärchenwälder. Darüber fängt die subalpine Vegetationszone an. Es gibt mehrere Gletscher, darunter der 5 km lange und 19,5 km² große Adachinski-Gletscher. Der Gebirgszug bildet die Wasserscheide zwischen Akalacha und Buchtarma im Norden sowie Kanas und Aqqaba im Süden. Das Flusstal der Qaraqaba bildet die westliche Grenze.
Am Aufbau dieser Gebirgsregion sind sedimentäre und metamorphe Karbonatgesteine, Sandsteine, Tonschiefer und saure Vulkanite beteiligt.